# Пінггау
Пінггау (нім. Pinggau) — ярмаркова комуна з 11 червня 1931 (нім. Marktgemeinde)  в Австрії, у федеральній землі Штирія. Пінггау розташований приблизно за 20 км на північ від районного центру Гартберг  на північному сході. Муніципалітет межує на півночі з Нижньою Австрією, а півдні з Бургенландом.
Входить до складу округу Гартберг-Фюрстенфельд. Населення становить  3,201 осіб (станом на 31 грудня 2015 року). Займає площу 59 км². Пінггау і місцева церква вперше згадуються у 1377.